# تومویوکی کاجینو
تومویوکی کاجینو (به انگلیسی: Tomoyuki Kajino) بازیکن فوتبال اهل ژاپن و عضو تیم ملی فوتبال ژاپن است که در تاریخ ۰۲ ژوئن ۱۹۸۸ میلادی اولین بازی ملی‌اش را انجام داد. او در ۹ بازی ملی حضور داشت و آخرین بازی ملی خود را در تاریخ ۲۵ ژوئن ۱۹۸۹ میلادی انجام داد. تومویوکی کاجینو در بازی‌های ملی‌اش
۱ گل به ثمر رساند.